# Álvaro Chaves
Álvaro Chaves (Pelotas, 13 de setembro de 1863 — Pelotas, 13 de maio de 1888) foi um político brasileiro.
Republicano e abolicionista foi um dos fundadores do Partido Republicano Riograndense. Unindo-se a Alexandre Cassiano do Nascimento, organizou o PRR no sul do estado.
Organizou a construção do monumento erigido em Pelotas em homenagem a Domingos José de Almeida, inaugurado em  20 de setembro de 1885. Foi o primeiro monumento erguido no Brasil em honra de um republicano.
É homenageado com seu nome em ruas de Porto Alegre, Alvorada, e Pelotas.